# Megabalanus crispatus
Megabalanus crispatus is een zeepokkensoort uit de familie van de Balanidae. De wetenschappelijke naam van de soort is voor het eerst geldig gepubliceerd in 1954 door Schröter.